# 希拉克 (洛泽尔省)
希拉克（法語：Chirac，法語發音：[ʃiʁak]）是法国洛泽尔省的一个旧市镇，属于芒德区。2016年1月1日，希拉克与相邻的勒莫纳斯捷-潘莫列斯合并为新市镇科拉涅河畔堡（Bourgs-sur-Colagne）。

## 地理
希拉克（44°31'26"N, 3°15'55"E）面积33.79 平方千米，位于法国奧克西塔尼大區洛泽尔省，该省份为法国南部内陆省份，北起上盧瓦爾省和康塔爾省，西接阿韦龙省，南至加尔省，东临阿尔代什省。
与希拉克接壤的市镇（或旧市镇、城区）包括：圣洛朗德米雷、昂特雷纳、马尔沃若勒、帕耶尔、圣博内德希拉克、勒莫纳斯捷-潘莫列斯、莱萨尔斯。

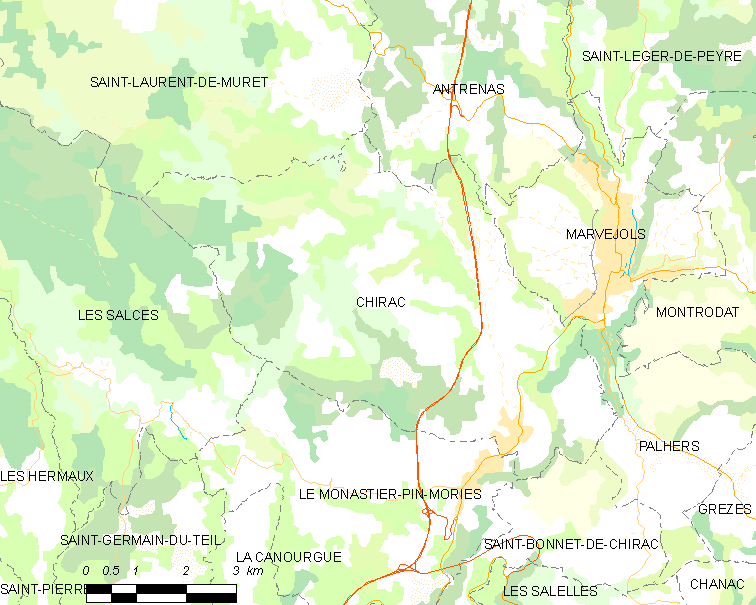
的OSM定位图

希拉克的时区为UTC+01:00、UTC+02:00（夏令时）。

## 行政
希拉克的邮政编码为48100，INSEE市镇编码为48049。

## 政治
希拉克所属的省级选区为科拉涅河畔堡县。

## 人口

1962-2008年间人口变化图示

希拉克于2018年1月1日时的人口数量为1157人。